# Lilium columbianum

Lilium columbianum es una especie de plantas con flores de la familia Liliaceae nativa de EE. UU. donde se la conoce como Columbia lily o tiger lily (junto con otras especies de este género). Se desarrolla en los claros de bosques y selvas desde el sur de Columbia Británica a California y este de Idaho a Nevada.

## Descripción
Alcanza una altura de 12 dm y tiene desde pocas a muchas flores de color naranja con manchas oscuras. Los tépalos tienen de 3 a 6 cm de longitud y las flores son ligeramente aromáticas. Las hojas se agrupan en cabezas alrededor del tallo de la planta.
Varios pueblos indígenas de Norteamérica han usado sus raíces bulbosas como fuente de alimento.

## Sinonimia
- Lilium canadense var. parviflorum Hook., Fl. Bor.-Amer. 2: 181 (1840).
- Lilium canadense var. minus Alph.Wood, Proc. Aca. Nat. Sci. Philadelphia 1868: 166 (1868).
- Lilium canadense var. walkeri Alph.Wood, Proc. Acad. Nat. Sci. Philadelphia 1868: 166 (1868).
- Lilium sayi Nutt. ex Duch., J. Soc. Natl. Hort. Paris, II, 5: 273 (1871).
- Lilium parviflorum (Hook.) W.G.Sm., Fl. Mag. (London), n.s., 1874: t. 136 (1874).
- Lilium lucidum Kellogg, Proc. Calif. Acad. Sci. 6: 144 (1875 publ. 1876).
- Lilium nitidum W.Bull ex Baker, Gard. Chron., n.s., 1880(2): 198 (1880).
- Lilium bakeri Purdy, Erythea 5: 104 (1897).
- Lilium purdyi Waugh, Bot. Gaz. 27: 356 (1899).[1]